# Federico Arnaboldi
Federico Arnaboldi (* 18. Juni 2000 in Como) ist ein italienischer Tennisspieler.

## Persönliches
Federico ist der Cousin von Andrea Arnaboldi, der ebenfalls Tennisspieler ist.

## Karriere
Arnaboldi spielte bis 2018 auf der ITF Junior Tour, wo er Platz 134 erreichte. Bei Grand-Slam-Turnieren der Junioren spielte er nicht.
Bei den Profis erspielte sich Arnaboldi 2019 erste Punkte für die Weltrangliste. Er beendete im Einzel und Doppel das Jahr in den Top 900. Erste Erfolge im Einzel erreichte er 2021, als er auf der drittklassigen ITF Future Tour zwei Titel gewann und in ein weiteres Endspiel einzog. 2022 gewann er eines der zwei Future-Finals, in die er einzog. Dieses Mal gewann er aber auch erste Matches auf der höher dotierten ATP Challenger Tour. In Parma besiegte er mit Franco Agamenone die Nummer 151 der Welt. Am Jahresende stand er jeweils in den Top 500 der Welt. 2023 verlor er drei Futures-Finals, verbesserte mit Rang 428 dennoch sein Karrierehoch; im Doppel stieg er bis Platz 399. Der erste Auftritt auf der ATP Tour erfolgte beim Masters in Rom, wo Arnaboldi mit seinem Haupt-Doppelpartner Gianmarco Ferrari eine Wildcard erhielt. Gegen die an Position 7 gesetzten Matthew Ebden und Rohan Bopanna verloren sie in zwei Sätzen.

## Erfolge
| Legende (Anzahl der Siege) |
| Grand Slam                 |
| ATP Tour Finals            |
| ATP Tour Masters 1000      |
| ATP Tour 500               |
| ATP Tour 250               |
| ATP Challenger Tour (1)    |

### Einzel

#### Turniersiege
| Nr. | Datum         | Turnier | Belag | Finalgegner   | Ergebnis |
| --- | ------------- | ------- | ----- | ------------- | -------- |
| 1.  | 28. Juli 2024 | Verona  | Sand  | Vilius Gaubas | 6:2, 6:2 |